# 중동초등학교 (경기)
중동초등학교는 대한민국 경기도 부천시 원미구에 있는 공립 초등학교이다.

## 학교 연혁
- 2006. 05. 30 중동초등학교 설립인가
- 2009. 03. 01 중동초등학교 초대 이황종 교장 취임
- 2009. 03. 05 중동초등학교 개교(18학급)
- 2009. 03. 09 중동초등학교 병설 유치원 개원
- 2009. 12. 14 2009 우수시설학교 전국대상 수상
- 2010. 02. 11 제1회 졸업식(104명)
- 2010. 03. 01 경기도 교육청 초등 교과 특성화 학교로 지정(2010.3.1~2011.2.28)
- 2010. 06. 30 운동장 스텐드 차양 및 금속제 울타리 설치
- 2010. 12. 22 남쪽, 서쪽 각 출입문 설치
- 2011. 08. 31 교훈탑 제막식
- 2012. 03. 01 제2대 김재백 교장 취임
- 2014. 03. 01 제3대 김진복 교장 취임
- 2014. 12. 31 인문교육 운영 우수교(경기도교육감)
- 2015. 02. 13 제6회 졸업식(졸업생 94명, 누계 655명)
- 2015. 03. 01 32학급 편성(유치원 2학급, 특수학급 1학급)